# 中国科学院沈阳分院
中国科学院沈阳分院是中国科学院的派出机构，负责联络和协调中国科学院在辽宁省和山东省的科研单位。

## 历史沿革
1952年，中国科学院东北分院成立，负责管理中国科学院在东北的科研机构。1954年8月撤销，所属科研机构归中科院直接领导。
1958年12月，中国科学院辽宁分院成立，负责管理中科院在辽宁的科研机构。1961年8月撤销，所属科研机构划归辽宁省科委领导。
1962年10月东北分院恢复。1970年8月再次撤销。
1978年5月中央批准成立中国科学院沈阳分院。